# Tanbur

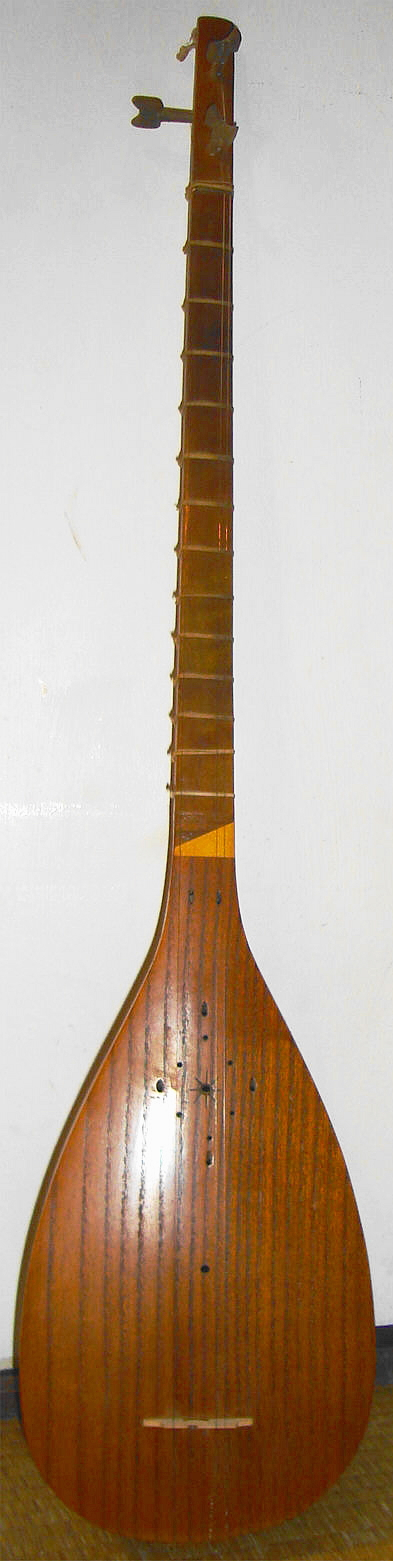
Tembûr zur Liedbegleitung in der kurdischen Volksmusik und heiliges Instrument bei den Ahl-e Haqq

Tanbur oder Tambur (arabisch und persisch طنبور, DMG ṭanbūr, seit einiger Zeit auch persisch تنبور, DMG tanbūr, auch tambūr ausgesprochen) ist eine im Orient weit verbreitete gezupfte Langhalslaute mit Bünden und zwei bis fünf Saiten, wobei die höchste Saite verdoppelt sein kann.
Vom Wort tanbūr sind die Namen vieler Langhalslauten abgeleitet: vom Balkan (tambura) über die Türkei (tanbur, tambur, kurdisch tembûr), Iran bis Zentralasien (dombra), Afghanistan (dambura) und zu der von der Form deutlich verschiedenen indischen tanpura und der tandura. Der Resonanzkörper der heutigen Instrumente ist aus Holzspänen verleimt. Sie sind mit den persischen Langhalslauten setar und dotar verwandt. Eine Leier am Roten Meer heißt tanbura.
Tanbur ist durch Lautveränderung aus dem alten Wort pandur entstanden, von dem wiederum die europäische Laute Pandora, die georgische panduri und die tschetschenische pondur ihren Namen haben. Die tamur in Dagestan ist auch als pandur bekannt.
Die tanbūr wird häufig in Verbindung mit der Rahmentrommel daf gespielt, in der tadschikischen Musik mit der Rahmentrommel daira, und ist eines der vier Grundinstrumente der türkischen Kunstmusik. Sufis im Westen Irans und anderen kurdischen Siedlungsgebieten verwenden das Instrument in der religiösen Anrufung (Dhikr). Im Irak kommen Langhalslauten nicht in den arabischen Siedlungsgebieten, sondern nur im Norden vor, wo sie von Turkmenen (als saz bezeichnet) und Kurden (tanbūr) gespielt werden. In Syrien und Libanon wird die Langhalslaute buzuq genannt.
Um 1874 führte ein usbekischer Komponist eine Notenschrift für die tanbūr ein, mit der die in seiner Region Choresmien gespielten Maqam-Melodien und Rhythmen erstmals schriftlich festgehalten werden konnten.